# Schatzregal
Das Schatzregal gehört zu den staatlichen Regalien und ist eine rechtliche Regelung, wonach herrenlose, bis zum Zeitpunkt des Fundes verborgene Schätze mit ihrem Auffinden Eigentum des Staates werden, ohne dass dazu ein weiterer (Übertragungs-)Akt erforderlich ist.

## Herkunft und Geschichte

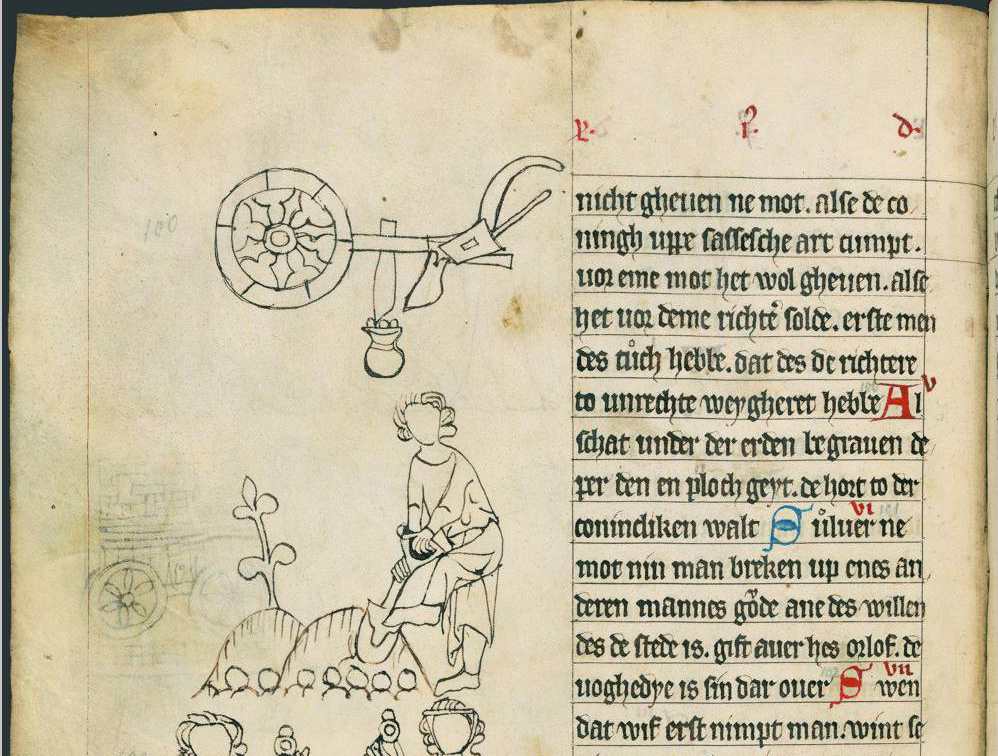
Oldenburger Sachsenspiegel von 1336, Ausschnitt Fol. 22v, das Schatzregal betreffend, beginnen mit roter Initiale A (mittelniederdeutsch: „Al schat under der erden begrauen deper den en ploch geyt.de hort to derer conincliken walt“ Etwa: Alles, was sich tiefer im Boden befindet als ein Pflug gelangt, fällt unter königliche Verwaltung.)

Wie das Bergregal zählte es ursprünglich zu den Regalien (lateinisch iura regalia), den Herrschaftsrechten des Landesherren oder Königs. Daher rührt auch die etwas altertümlich anmutende Bezeichnung.
Das Schatzregal als Hoheitsrecht des Königs wurde ersichtlich vom fränkischen Königtum übernommen. So nahm im Gebiet des Herzogtums Würzburg der Bischof als Landesherr sein Schatzregal wahr. Durch den zwischen 1224 und 1227 von Eike von Repgow zunächst in lateinischer Sprache verfassten und danach ins Deutsche übersetzten Sachsenspiegel hat sich dieses königliche Regal zumindest in der Rechtswissenschaft als ius regale weitgehend durchgesetzt. Es lautet: „Alle Schätze, die tiefer unter der Erde begraben sind als ein Pflug geht, gehören der königlichen Gewalt.“ Später findet sich im Codex Maximilianeus Bavaricus Civilis eine Regelung, die in Erneuerung eines Generalmandats von 1752 dem Fiskus zwei Drittel zusprach und das übrige Drittel zwischen Finder und Grundstückseigentümer aufteilte. Das im Januar 1900 in Kraft getretene Bürgerliche Gesetzbuch (BGB) sah zwar mit einer jeweils hälftigen Aufteilung (in Form des Miteigentums zwischen Finder und Grundstückseigentümer) in § 984 BGB die Hadrianische Teilung vor, doch haben die Bundesländer über die Öffnungsklausel in Art. 73 EGBGB wieder vom Schatzregal Gebrauch gemacht. Dadurch wird der Eigentumserwerb durch den Finder ausgeschlossen.
Nachdem auch Nordrhein-Westfalen im Juli 2013 sein Denkmalschutzrecht verschärft hatte und mit der Einführung des Schatzregals in Bayern zum 1. Juli 2023 haben nunmehr sämtliche Bundesländer in ihren Landesdenkmalschutzgesetzen einen entsprechenden staatlichen Eigentumsanspruch an Schatzfunden umgesetzt. Als Beispiel sei § 12 des Brandenburgischen Denkmalschutzgesetzes vom 22. Juli 1991 zitiert: „Bewegliche Bodendenkmale, die herrenlos sind oder die so lange verborgen gewesen sind, dass ihr Eigentümer nicht mehr zu ermitteln ist, werden seit der Entdeckung Eigentum des Landes, wenn sie bei erlaubten Ausgrabungen oder in Grabungsschutzgebieten entdeckt werden oder wenn sie für die wissenschaftliche Forschung von Wert sind.“

## Rechtslage
Entgegen der Bezeichnung geht es im überwiegenden Teil der Fälle in der Praxis nicht um den Fund eines Schatzes, sondern um das Auffinden von Bodendenkmälern, also archäologischen und – in manchen Rechtssystemen auch – paläontologischen Kulturdenkmälern.

### Deutschland
Im Fall eines unerwarteten Schatzfundes gibt es in Deutschland zwei alternative Regelungen: die Behandlung nach dem Schatzregal oder die Behandlung nach der „Hadrianischen Teilung“ (§ 984 BGB). Von der Hadrianischen Teilung weichen die meisten Bundesländer durch die Öffnungsklausel in Art. 73 EGBGB ab und machen bei Kulturdenkmälern vom staatlichen Aneignungsrecht Gebrauch. Der Schatzfinder unterliegt einer Anzeigepflicht nach allen Landesdenkmalschutzgesetzen. So schreibt § 11 Abs. 2 des Brandenburgischen Denkmalschutzgesetzes vor, dass der Entdecker, der Verfügungsberechtigte des Grundstücks sowie der Leiter der Arbeiten, bei denen der Fund entdeckt wurde, eine Fundanzeige zu erstatten haben.
In allen Bundesländer enthalten die Denkmalschutzgesetze eine Vorschrift, die das Schatzregal vorsieht. Die detaillierte Ausgestaltung des Prinzips ist in den einzelnen Bundesländern leicht unterschiedlich, zum Beispiel:
- In Bremen geht das kraft Schatzregals vom Land erworbene Eigentum ex nunc auf die nach § 984 BGB Berechtigten über, wenn es nicht innerhalb von drei Monaten in die Denkmalliste eingetragen wird.
- In Niedersachsen gilt ein Schatzregal – also der Erwerb durch das Land –, wenn der Fund bei staatlichen Grabungen, in Grabungsschutzgebieten entdeckt wurde oder der „Schatz“ von herausragendem wissenschaftlichen Wert ist. Eine Entschädigung durch das Land ist möglich.
- Im Saarland gilt das Schatzregal bei Funden anlässlich staatlicher Nachforschungen, in Grabungsschutzgebieten, aus nicht genehmigten Grabungen oder bei wissenschaftlichem Wert der Funde.

Nach der Rechtsprechung des Bundesverfassungsgerichts und Bundesverwaltungsgerichts (BVerwG) entsprechen die Bestimmungen zum Schatzregal in den Denkmalschutzgesetzen der Bundesländer dem Grundgesetz. So hat das BVerwG im November 1996 entschieden, dass Art. 12 GG (Freiheit der Berufswahl) durch denkmalschutzrechtliche Normen nicht unzumutbar eingeschränkt ist und die Bundesländer beim Schatzregal eine Gesetzgebungskompetenz besitzen.
Bayern führte das Schatzregal zum 1. Juli 2023 als letztes Bundesland ein; vorher konnte es sich jedoch herausragende Funde aufgrund anderer Bestimmungen (z. B. Ablieferung gegen Entschädigung) sichern und auch unabhängig von der Eigentumsfrage einer wissenschaftlichen Bearbeitung zuführen.

### Schweiz
Herrenlose Naturkörper und Altertümer sind im Sinne des schweizerischen Zivilgesetzbuches Gegenstände von wissenschaftlichem Interesse, die einen wissenschaftlichen Wert aufweisen. Herrenlose Naturkörper und Altertümer i. S. d. Art. 724 ZGB sind bewegliche Sachen. Sie gelangen von Gesetzes wegen (ex lege) in das „Eigentum des Kantons, in dessen Gebiet sie gefunden werden“ (Art. 724 Abs. 1 ZGB). Der Finder bzw. der Eigentümer des Grundstücks haben einen Ausgleichsanspruch auf eine angemessene Vergütung (Art. 724 Abs. 3 ZGB).
Herrenlose Naturkörper und Altertümer im Sinne des ZGB können ohne Genehmigung der zuständigen kantonalen Behörde nicht veräußert werden. Ebenso sind die Ersitzung und der gutgläubige Erwerb ausgeschlossen. Der Herausgabeanspruch gegenüber dem Kanton, in dessen Gebiet die Sache gefunden wurde, verjährt nicht (Art. 724 Abs. 1bis ZGB).

### Liechtenstein
Die Rechtslage in Liechtenstein bezüglich des Schatzregals entspricht weitgehend der Rechtslage in der Schweiz.
Herrenlose Naturkörper und Altertümer sind gemäß Art. 192 liechtensteinisches Sachenrecht (SR) Gegenstände von wissenschaftlichem Interesse. Es sind lediglich Gegenstände von erheblichem wissenschaftlichem Wert davon erfasst. Herrenlose Naturkörper und Altertümer i. S. d. Art. 192 i. V. m. Art. 444 und 445 SR sind bewegliche Sachen. Sie gelangen von Gesetzes wegen (ex lege) in das Eigentum des Landes Liechtenstein (Art. 445 Abs. 1 SR). Der Finder bzw. der Eigentümer des Grundstücks haben einen Ausgleichsanspruch auf eine angemessene Vergütung (Art. 445 Abs. 3 SR).

### Österreich
In Österreich existiert aktuell kein Schatzregal. Das ABGB in der Fassung von 1811 kannte eine Dreiteilung: Je ein Drittel des Wertes des Schatzes gingen an den Finder, den Grundstückseigentümer und an den Fiskus. Durch Hofkanzlei-Dekret vom 15. Juni 1846 (veröffentlicht in Justitzgesetzsammlung 1846/970) verzichtete der Staat auf seinen Anteil.
Seit einer Gesetzesänderung aus dem Jahre 2002 (BGBl. I Nr. 104/2002) spiegelt sich dies auch im Wortlaut des § 399 ABGB wider: Von einem Schatz erhalten der Finder und der Eigentümer des Grundes je die Hälfte.

### Frankreich
In Frankreich galt bis zur Einführung des Gesetzes vom 7. Juli 2016 das Prinzip der hadrianischen Teilung. Der betreffende Artikel 716 des Code civil, welcher bisher, wie auch in Deutschland (s. § 984 BGB) eine Teilung zwischen dem Finder und dem Grundeigentümer vorsah, findet nach Maßgabe des Gesetzes vom 7. Juli 2016 u. a. keine Anwendung mehr für Objekte, welche im Rahmen archäologischer Nachforschungen gefunden werden. Die Gesetzesnovelle sieht die Einführung eines Schatzregals (Art. L. 541) vor.

### Vereinigtes Königreich
In England und Wales gilt der Treasure Act 1996. Der Finder ist verpflichtet, Funde dem örtlich zuständigen Coroner zu melden und dieser entscheidet darüber, ob ein Fund als Schatz (engl. Treasure) einzustufen ist. Das Treasure Valuation Committee entscheidet über den Geldwert des Schatzes, der den Kaufpreis für ein Museum darstellt. Alle Funde, die nicht als Schatz im Sinne des Gesetzes eingestuft werden, werden nach dem Portable Antiquities Scheme behandelt.
In Schottland werden alle Funde nach dem Recht Schottlands (Scots Common Law) behandelt.

### Andere Staaten
Zahlreiche Staaten haben ein Schatzregal – insbesondere für archäologische Funde.

## Diskussion
Die Auswirkungen des Schatzregals sind unter Numismatikern umstritten. Kritiker wenden ein, das Schatzregal leiste der Fundunterschlagung Vorschub, da Finder befürchten müssten, ihre Funde ohne Entschädigung zu verlieren und diese daher verheimlichten bzw. unter der Hand verkaufen würden. Beispielsweise hat sich der renommierte Numismatiker Niklot Klüßendorf eindeutig gegen das Schatzregal ausgesprochen. Befürworter des Schatzregals weisen auf die bei Einführung des Schatzregals geschaffene eindeutige Rechtslage hin. Es werden Situationen vermieden, in denen Raubgräber illegal graben, aber gleichwohl zur Hälfte Eigentümer des Gefundenen werden. 
Die unterschiedlichen Rechtslagen zwischen den deutschen Bundesländern leisten ebenso dem „Fundtourismus“ Vorschub, bei dem archäologische Funde in ein Land ohne Schatzregal verbracht werden und der ursprüngliche Fundort dabei unzutreffend angegeben wird. Der Umfang der dadurch verursachten Unrichtigkeiten auf Fundverbreitungskarten ist nicht bekannt.

### Deutschland
- R. Fischer zu Cramburg: Das Schatzregal. Höhr-Grenzhausen 2001. ISBN 3-923708-11-4 Rezension.
- Strobl, Majocco, Sieche: Denkmalschutzgesetz für Baden-Württemberg. Kommentar und Vorschriftensammlung. Kohlhammer, Stuttgart 2001 (2. Aufl.). ISBN 3-17-015621-7
- J. von Staudingers: Kommentar zum Bürgerlichen Gesetzbuch mit Einführungsgesetz und Nebengesetzes. 2004. (Buch 3 Sachenrecht Rn. 21 zu § 894 BGB) ISBN 3-8059-0969-1
- Marisa Katharina Hermans: Der Schatzfund. Eine Gegenüberstellung der Rechtsverhältnisse an einem Schatz im deutschen und niederländischen Recht unter Berücksichtigung öffentlich-rechtlicher Sonderbestimmungen (Wissenschaftliche Schriften der Westfälischen Wilhelms-Universität. Reihe III, Bd. 6). Münster 2011. ISBN 978-3-8405-0045-9

### Schweiz
- Peter Tuor, „Das schweizerische Zivilgesetzbuch“, Art. 724 ZGB, Schulthess-Verlag, Zürich 1973.

### Liechtenstein
- Antonius Opilio, Arbeitskommentar zum liechtensteinischen Sachenrecht, Band II, Art 445 SR, EDITION EUROPA Verlag, 2009, ISBN 978-3-901924-25-5.